# Stazione di Kongō

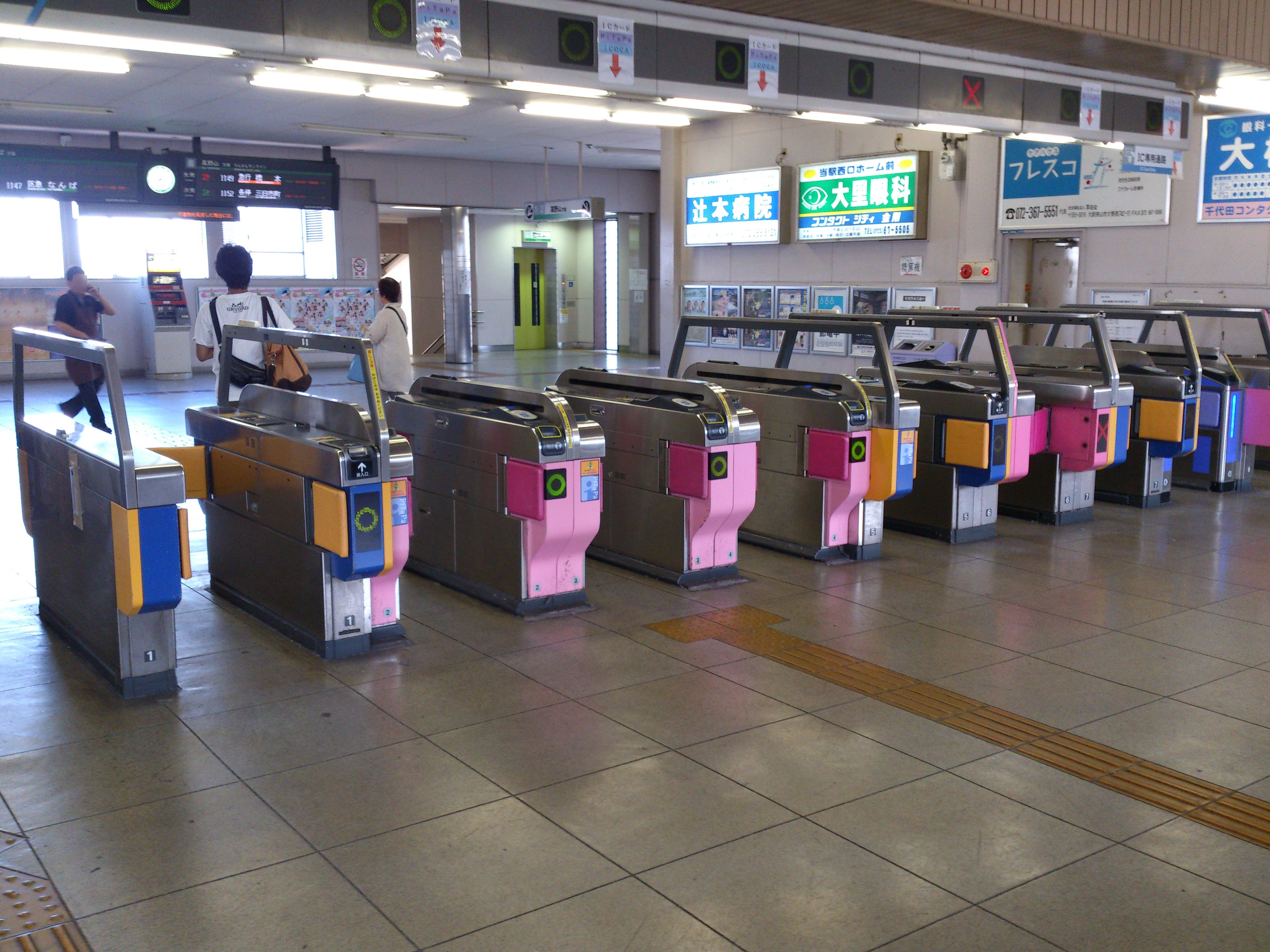
Vista del mezzanino

La stazione di Kongō (金剛駅?, Kongō-eki) è una stazione ferroviaria della città di Ōsakasayama, nella prefettura di Osaka, ed è gestita dalle Ferrovie Nankai e servita dalla linea Kōya; fermano tutti i treni tranne gli espressi limitati.

## Linee e servizi
Ferrovie Nankai
● Linea Nankai Kōya

## Struttura
La stazione è dotata di due marciapiedi a isola e quattro binari passanti. I marciapiedi sono collegati al fabbricato viaggiatori da scale mobili, fisse e ascensori, e all'interno della stazione sono presenti diversi servizi.
| 1   | ● Linea Nankai Kōya | per Kawachinagano, Hashimoto e Kōyasan            |
| 1   | ● Linea Nankai Kōya | per Nakamozu, Sakai-Higashi, Shin-Imamiya e Namba |
| 2   | ● Linea Nankai Kōya | per Kawachinagano, Hashimoto, e Kōyasan           |
| 3-4 | ● Linea Nankai Kōya | per Nakamozu, Sakai-Higashi, Shin-Imamiya e Namba |

## Stazioni adiacenti
| «                 | Servizio               | »                 |
| Linea Nankai Kōya | Linea Nankai Kōya      | Linea Nankai Kōya |
| ----------------- | ---------------------- | ----------------- |
| Ōsakasayama       | Locale                 | Takidani          |
| Ōsakasayama       | Semiespresso           | Takidani          |
| Ōsakasayama       | Semiesp. Sez.          | Takidani          |
| Kitanoda          | Espresso               | Kawachinagano     |
| Kitanoda          | Espresso Rapido        | Kawachinagano     |
| Sakai-Higashi     | Espr. Lim. Kōya/Rinkan | Kawachinagano     |